# Берёзовый Рядок
Берёзовый Рядо́к — деревня в Осташковском районе Тверской области. Входит в Залучьенское сельское поселение.

## География
Деревня расположена на берегу озера Селигер рядом с деревнями Залучье и Жалыбня и озером Рясивое. Расстояние до районного центра города Осташков 60 км.

## История
В 1726 году в селе была построена деревянная церковь с престолами: Преображения Господня и Святого Николая, в 1863 году построена каменная церковь Покрова Пресвятой Богородицы.
В конце XIX — начале XX века село являлось центром Петровщинской волости Осташковского уезда Тверской губернии. 
С 1929 года деревня входила в состав Мошугино-Горского сельсовета Осташковского района Великолукского округа Западной области, с 1935 года — в составе Калининской области, с 1994 года — в составе Залучьенского сельского округа, с 2005 года — в составе Залучьенского сельского поселения.

## Население
| 1859 | 1889 | 2002 | 2010 |
| ---- | ---- | ---- | ---- |
| 55   | ↘18  | ↗183 | ↘131 |

## Достопримечательности
В деревне расположена деревянная Церковь Спаса Преображения (2002), а также древнерусское городище Березовец.